# Minyonok: Gru színre lép
A Minyonok: Gru színre lép  (eredeti cím: Minions: The Rise of Gru) 2022-es amerikai 3D-s számítógépes animációs film, amelyet Kyle Balda rendezett.
A forgatókönyvet Brian Lynch írta. A producerei Chris Meledandri, Janet Healy és Chris Renaud. A film zeneszerzője Heitor Pereira. A film gyártója az Illumination Entertainment, forgalmazója a Universal Pictures. Műfaja filmvígjáték.
Az Amerikai Egyesült Államokban és Magyarországon is 2020 júliusában mutatták volna be a mozikban, de a koronavírus gyors terjedése miatt a bemutatót két évvel elhalasztották. Amerikában 2022. július 1-jén, míg Magyarországon egy nappal korábban, június 30-án mutatták be a moziban a UIP-Dunafilm forgalmazásában.

## Cselekmény
A 2015-ös film folytatása, ezúttal az 1970-es években.
A tizenkét éves Felonius Gru a külvárosban nő fel. Gru rajong a Vicious 6 nevű szupergonosz csoportért, és azt tervezi, hogy elég gonosszá válik ahhoz, hogy csatlakozhasson hozzájuk. Amikor a Vicious 6 kirúgja vezetőjüket, a legendás birkózót, Wild Knucklest, Gru jelentkezik, hogy ő legyen a legújabb tagjuk.
Ez nem megy jól, és a dolgok csak rosszabbra fordulnak, miután Gru Kevin, Stuart, Bob, Otto és a többi Minyonok segítségével ellopja őket, és hirtelen a gonoszság csúcsának halálos ellenségévé válik. Gru és a Minyonok menekülés közben egy valószínűtlen forráshoz, magához Wild Knuckleshoz fordulnak, és rájönnek, hogy még a rosszfiúknak is szükségük van egy kis segítségre a barátaiktól.

## Szereplők
| Szereplő      | Eredeti hang          | Magyar hang      |
| ------------- | --------------------- | ---------------- |
| Minyonok      | Pierre Coffin         | eredeti hang     |
| Gru           | Steve Carell          | Scherer Péter    |
| Willám Kéz    | Alan Arkin            | Papp János       |
| Belle Bottom  | Taraji P. Henson      | Szilágyi Csenge  |
| Chow mester   | Michelle Yeoh         | Bognár Gyöngyvér |
| Gru anyja     | Julie Andrews         | Halász Aranka    |
| Dr. Senkiházy | Russell Brand         | Király Attila    |
| Jean-Gusta    | Jean-Claude Van Damme | Jakab Csaba      |
| Svendetta     | Dolph Lundgren        | Bognár Tamás     |
| Nagyököl      | Danny Trejo           | Varga Tamás      |
| Apálca        | Lucy Lawless          | Spilák Klára     |
| Motoros       | RZA                   | Zámbori Soma     |
| Mr. Perkins   | Will Arnett           | Hannus Zoltán    |
| Silas Kosülep | Steve Coogan          | Dunai Tamás      |
| Gru tanára    | Colette Whitaker      | Kakasy Dóra      |

## A film készítése
2017 januárjában a Universal Pictures és az Illumination Entertainment bejelentette, hogy elkészül a Minyonok című animációs film folytatása. A film forgatása 2017 júliusában kezdődött, társrendezőként Brad Ableson is csatlakozott. 2019 májusában kiderült, hogy a film hivatalos címe Minyonok: Gru színre lép lesz.
2019 decemberében bejelentették, hogy Pierre Coffin és Steve Carell újra eljátsszák a Minyonok, illetve Gru szerepét.

## Fordítás
- Ez a szócikk részben vagy egészben  a   Minions: The Rise of Gru című spanyol Wikipédia-szócikk fordításán alapul.  Az eredeti cikk szerkesztőit annak laptörténete sorolja fel. Ez a jelzés csupán a megfogalmazás eredetét és a szerzői jogokat jelzi, nem szolgál a cikkben szereplő információk forrásmegjelöléseként.